# Alf Kjellin
Alf Kjellin (pronunție în suedeză [ˈalf ɕɛ̌lˈɪːn]; n. 28 februarie 1920, Lund, Malmöhus⁠(d), Suedia – d. 5 aprilie 1988, Los Angeles, California, SUA) a fost un actor și regizor de film suedez, care a apărut și în unele filme de televiziune.

## Biografie
Kjellin a devenit cunoscut ca actor de film atunci când a jucat ocazional roluri în producții de televiziune. De exemplu, în 1965, a jucat rolul principal al colonelului Max Richter, Kommandant Stalag Luft, în episodul în două părți „POW” (episoadele 30 și 31) al serialului TV Twelve O'Clock High. De asemenea, a regizat două episoade ale serialului Columbo („Negative Reaction” și „Mind Over Mayhem”) în 1974 și un episod al serialului Sara în 1976.
Kjellin s-a născut în orașul Lund din Suedia și a murit în Los Angeles (California), în urma unui atac de cord .

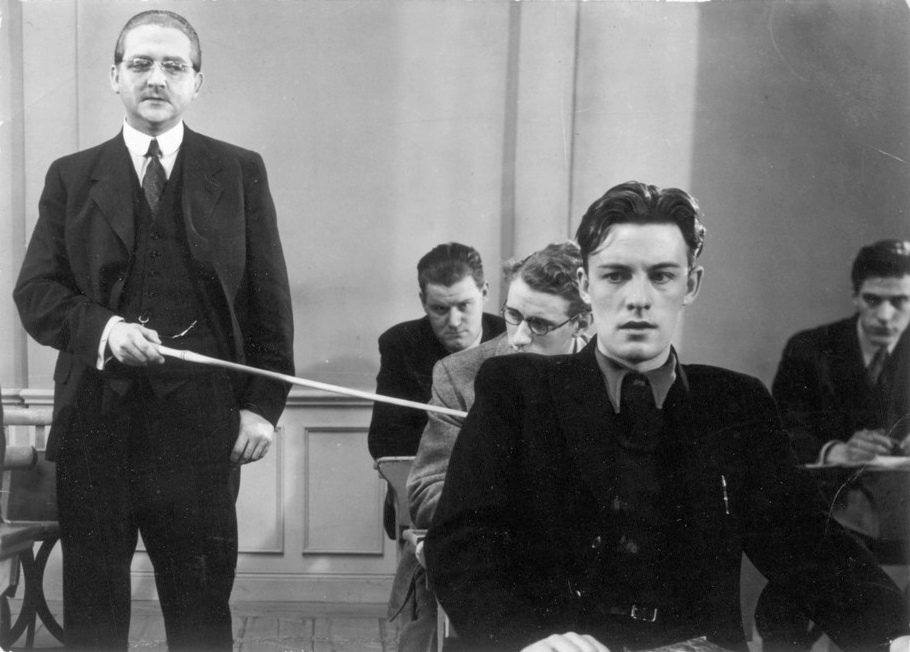
și Alf Kjellin (dreapta) în filmul Torment (1944)

## Filmografie (selecție)

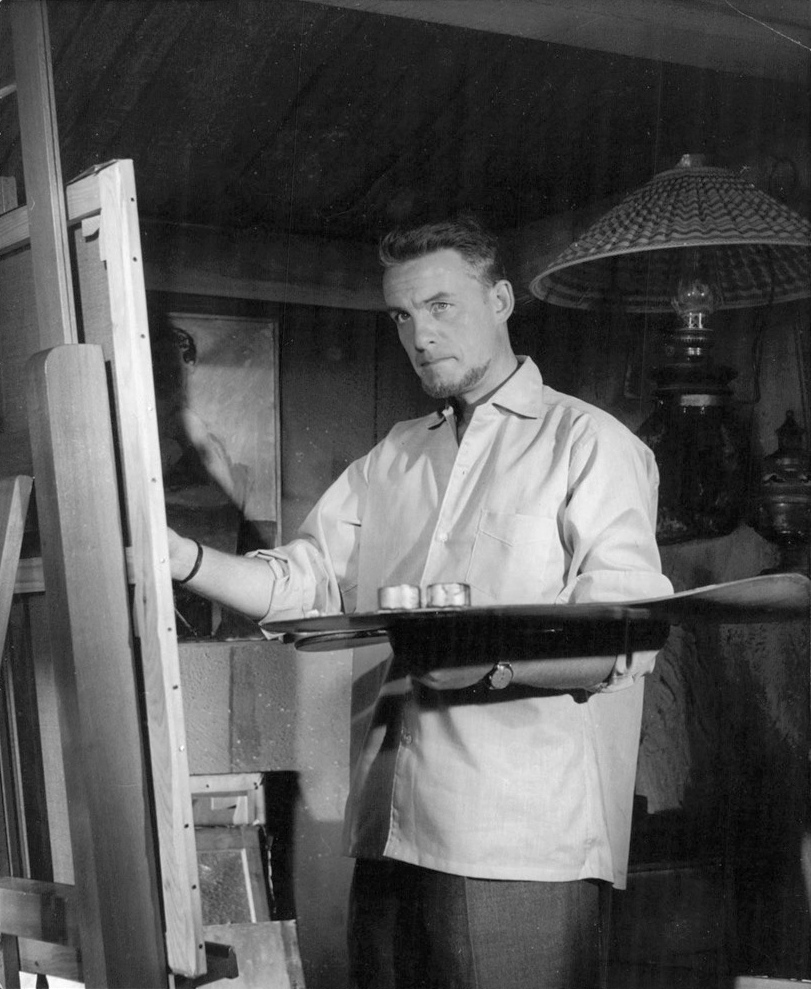
Kjellin în Summer Place Wanted (1957)

- The Great John Ericsson (1937) - tânărul din biroul lui Delamater (nemenționat)
- Med folket för fosterlandet (1938) - tânărul care primește scorurile de la meciurile de fotbal (nemenționat)
- Gläd dig i din ungdom (1939) - Henning
- Kadettkamrater (1939) - Greggy Ståhlkrantz
- Stål (1940) - tânărul muncitor Erik
- Juninatten (1940) - medicul asistent (nemenționat)
- Hans nåds testamente (1940) - Jacob
- Bright Prospects⁠(d) (1941) - Åke Dahlberg
- The Fight Continues⁠(d) (1941) - dr. Georg Hammar
- Night in the Harbor (1943) - Arnold
- Jag dräpte (1943) - Harris
- Herre med portfölj (1943) - Lennart Dalén
- Appassionata (1944) - Eric
- Den osynliga muren (1944) - Ivan Levy
- Torment (1944) - Jan-Erik Widgren
- Prince Gustaf⁠(d) (1944) - prințul Gustaf
- Vandring med månen⁠(d) (1945) - Dan Killander
- Affairs of a Model (1946) - Erik Lunde
- Iris and the Lieutenant⁠(d) (1946) - Robert Motander
- Sunshine Follows Rain⁠(d) (1946) - Jon
- Tösen från Stormyrtorpet⁠(d) (1947) - Gudmund Erlandsson
- Woman Without a Face⁠(d) (1947) - Martin Grande
- Madame Bovary⁠(d) (1949) - Leon Dupuis
- Singoalla⁠(d) (1949) - Knight Erland Månesköld
- This Can't Happen Here⁠(d) (1950) - Björn Almkvist
- The White Cat⁠(d) (1950) - omul fără identitate
- Bärande hav (1951) - Martin Winner
- Summer Interlude⁠(d) (1951) - David Nyström
- Divorced (1951) - dr. Bertil Nordelius
- My Six Convicts⁠(d) (1952) - Clem Randall
- The Iron Mistress⁠(d) (1952) - Philippe de Cabanal
- The Juggler⁠(d) (1953) - Daniel
- Ingen mans kvinna (1953) - Arne Persson
- Göingehövdingen (1953) - lt. Henrik Wrede
- Flicka utan namn (1954) - Erland Ljung
- Flickan i regnet (1955) - Martin Andreasson
- Blockerat spår (1955) - el însuși
- Egen ingång⁠(d) (1956) - Arvid Stenman
- Främlingen från skyn (1956) - Stig Hallman
- Het är min längtan (1956) - Mikael
- Gäst i eget hus (1957) - Age Dahl
- Summer Place Wanted⁠(d) (1957) - artistul Arne Forsman
- The Mysterians (1957) - Yamamoto (voce)
- Lek på regnbågen (1958) - Björn Rådström
- Panic in Paradise⁠(d) (1960) - Frederik
- The Pleasure Garden (1961, regizor)
- Karneval (1961) - Ragnar Ennart
- Two Living, One Dead⁠(d) (1961) - Rogers
- The Victors (1963) - preot
- Min kära är en ros (1963) - P.G. Nilsson
- Corabia nebunilor (1965) - Freytag
- Assault on a Queen⁠(d) (1966) - Eric Lauffnauer
- Ice Station Zebra⁠(d) (1968) - col. Ostrovsky
- Midas Run⁠(d) (1969 - regizor)
- The McMasters⁠(d) (1970 - regizor)
- Zandy's Bride (1974) - Avery (nemenționat)